# Złota Ryba
Złota Ryba (łac. Dorado, dop. Doradus, skrót Dor) – niewyraźny, 72. co do wielkości,  gwiazdozbiór nieba południowego. Jest mimo to istotny, ponieważ w południowej części gwiazdozbioru znajduje się 2/3 Wielkiego Obłoku Magellana, jednej z dwóch największych galaktyk satelitarnych naszej Galaktyki. W obrębie tego gwiazdozbioru znajduje się również południowy biegun ekliptyczny. Z Polski gwiazdozbiór nie jest widoczny. Liczba gwiazd dostrzegalnych nieuzbrojonym okiem: około 20. Gwiazdozbiór ten został wprowadzony przez nawigatorów holenderskich Pietera Keysera oraz Fredericka de Houtmana, a po raz pierwszy opisana w Uranometrii Johanna Bayera w 1603 roku.

## Pochodzenie nazwy
Złota Ryba to gwiazdozbiór nieba południowego, w którym znajduje się słynny Wielki Obłok Magellana. Gwiazd tej konstelacji nie można dostrzec z Europy, w związku z tym nie łączy się z nim żadna opowieść europejskiej mitologii. Holenderscy odkrywcy i kartografowie Pieter Dirkszoon Keyser i Frederick de Houtmann systematycznie oglądali jako pierwsi gwiazdy Złotej Ryby. Petrus Plancius wprowadził ją do swojego atlasu nieba w 1598 roku, rysując ten gwiazdozbiór jako złotą koryfenę z mórz południowych. Złota Ryba znajduje się za gwiazdozbiorem Latającej Ryby, która od czasu do czasu pada ofiarą koryfeny. W 1603 roku Johann Bayer narysował ten gwiazdozbiór w Uranometrii już z obecną nazwą Dorado (Złota Ryba). Jeszcze później Johann Elert Bode i kilku innych kartografów nieba przedstawiało go jako miecznika (łac. Xiphias). Nazwa gwiazdozbioru się zmieniała, raz była to ryba złota, raz miecznik, ale gwiazdy w nim już się nie zmieniały.

## Gwiazdy Złotej Ryby
W gwiazdach konstelacji trudno dopatrzyć się jakiejkolwiek istoty morskiej. Tworzą długą pokręconą linię od Gammy na północy przez Alfę, Zetę do Bety na południu, w pobliżu Wielkiego Obłoku Magellana. 
- α Dor, typ widmowy A0 V, jasność 3,30m, odległość 176 lat świetlnych,
- β Dor to jedna z jaśniejszych cefeid; zmienia wielkość rytmicznie – pomiędzy 3,4 a 4,1 z okresem 9,9 dnia. Jest odległa o 1040 lat świetlnych od Słońca i jest 3 tysiące razy od niego jaśniejsza[1][4].
- R Doradus to nieregularnie zmienny czerwony olbrzym, gwiazda zmienna typu Mira Ceti, którego jasność waha się między piątą a szóstą wielkością gwiazdową z okresem 338 dni[3].

## Interesujące obiekty
Głównym powodem do sławy konstelacji jest to, że znajduje się w niej Wielki Obłok Magellana.
- Wielki Obłok Magellana to galaktyka satelitarna Drogi Mlecznej, leżąca w odległości około 170 000 lat świetlnych od Ziemi. Widoczny nieuzbrojonym okiem, wygląda jak oderwany spory kawał Drogi Mlecznej. Oglądany przez lornetkę, obłok ożywa i staje się wielkim zbiorem gwiazd, gromad, węzłów i tysięcy bladych punkcików. Większa część LMC leży wewnątrz Złotej Ryby, choć jego fragment wchodzi też w obręb Góry Stołowej.
- Wartym uwagi obiektem w LMC jest Mgławica Tarantula (NGC 2070). Ta olbrzymia fabryka gwiazd jest ledwo widoczna gołym okiem jako zamglony punkcik na wschodnim krańcu Obłoku Magellana. Zdjęcia ujawniają jej, przypominające nogi pająka, włókniste pętle świecącego gazu, którym mgławica zawdzięcza nazwę. Jej średnica wynosi 1000 lat świetlnych, co czyni ją większą od każdej mgławicy w Drodze Mlecznej (jest np. 30 razy większa od Wielkiej Mgławicy w Orionie). Swoją jasność zawdzięcza gromadzie otwartej NGC 2070, w środku której znajduje się gromada R136[1].
- NGC 2080, mgławica emisyjna w WOM o szerokości 50 lat świetlnych. Nazywana „głową ducha” ze względu na dwie białe, oddalone od siebie „łaty”, będące regionami formowania gwiazd. Zachodnia część mgławicy ma zielony kolor ze względu na podwójnie zjonizowany tlen, południowa cześć jest czerwona z powodu emisji H-alfa, natomiast centralne regiony są żółte ze względu na oba powyższe czynniki razem wzięte. Zachodnia „łata”, A1, posiada masywną gwiazdę, która została uformowana niedawno. Wschodnia łata, A2, ma kilka gwiazd, ukrtych w chmurze pyłu[5].
- W gwiazdozbiorze można znaleźć inne jasne galaktyki, NGC 1566, Galaktyka Hiszpańska Tancerka, widoczna przez 20-centymetrowy teleskop, ma kształt dwuramiennej spirali.
- Jasna para galaktyk soczewkowatych, NGC 1549 i NGC 1553, znajduje się w jednym polu widzenia, a 15-centymetrowy teleskop pozwala się im dobrze przyjrzeć[1].

## Supernowa 1987 A
W lutym 1987 roku w LMC wybuchła supernowa. W maju osiągnęła jasność 3,0m, co uczyniło ją najjaśniejszą supernową widzianą z Ziemi od 1604 roku. Była widoczna nieuzbrojonym okiem przez 10 miesięcy.